# Club Baloncesto Islas Canarias
El Club Baloncesto Islas Canarias o Club Baloncesto Spar Gran Canaria por motivos de patrocinio, es un equipo profesional de baloncesto de Las Palmas de Gran Canaria, Gran Canaria (España). Fue fundado en 1980 y actualmente participa en la Liga Femenina.
Actualmente el club ocupa la 1.ª posición del ranking de la Liga Femenina por número de temporadas.
La entidad cuenta con un equipo filial, que logró el ascenso a la Liga Femenina 2 en el año 2025.

## Historia
Fue fundado por Domingo Díaz Martín, que fue seleccionador de la Selección femenina de baloncesto de España conquistando la medalla de bronce en el Campeonato Europeo de Baloncesto Femenino de 2005 y Begoña Santana, actuales dirigentes del mismo, en la temporada 1980-81, inscribiéndose en esta primera temporada un equipo infantil, un juvenil, un júnior y un sénior provincial.
En la temporada 1982-83 ascendió por primera vez a la máxima categoría. 
Desde la temporada 1983-84 hasta la 2016-17, el club ha estado ininterrumpidamente en la máxima categoría del baloncesto español, único club que posee este récord.
Su mayor éxito se produjo en 1999 con la consecución de la Copa de Europa Lilliana Ronchetti de baloncesto femenino europeo.
Jugadoras de su cantera han sido piezas clave en las selecciones españolas de todas las categorías.
En los Juegos Olímpicos de Barcelona 1992 participaron Patricia Hernández Arencibia (base) y Blanca Ares (escolta). 
En los de Atenas 2004 jugó Rosi Sánchez (alero). 
En los Juegos Olímpicos de Río de Janeiro 2016 estuvieron presentes Leticia Romero (base), Leonor Rodríguez (alero) y Astou Ndour (pívot). 
Esa selección conquistó la histórica medalla de plata al perder en la final ante Estados Unidos (101-72). 
En los Juegos de Tokio 2020, que se jugaron en 2021, repitieron Leonor Rodríguez y Astou Ndour, además se sumó Maite Cazorla (base). 
La pívot internacional con España Eva Montesdeoca fue la primera jugadora salida de la cantera, en la histórica cancha Rodríguez Monroy, del barrio de Escaleritas en Las Palmas de Gran Canaria, que jugó en la WNBA, en la franquicia de Seattle Storm (2003). 
Luego jugó Leticia Romero (Dallas Wings) en 2017 y Maite Cazorla (Atlanta Dream) en 2019. 
En 2021, la pívot senegalesa Astou Ndour, internacional con España y forjada desde 2008 en la prolífica cantera del CB SPAR Gran Canaria, ganaba el título de campeona de la WNBA formando parte de Chicago Sky al vencer en el play-off final a Phoenix Mercury.
En la temporada 2019-20, el club no lograría el ascenso a la máxima categoría, pero la renuncia a su plaza del CB Sant Adrià por motivos económicos, le permitiría a la entidad la compra de la plaza y lograr el ascenso vía despachos.
En 2021, el club volvió a jugar en competición europea, la EuroCup Women, disputando ambos partidos de la fase previa de clasificación contra el London Lions. El partido de ida celebrado en la capital británica finalizó a favor del London (76-46) y en Las Palmas de Gran Canaria, el triunfo en el choque de vuelta (67-56) del equipo amarillo no bastó para el pase.
En la temporada 2023-24 el club descendía por demérito deportivo a la Liga Femenina Challenge, pero la renuncia de la plaza del Barça CBS, le permitiría al CB Spar Gran Canaria continuar una temporada más en la máxima categoría.

## Trayectoria
| Temporada | Nivel | División         | Pos. | G–P   | Postemporada                                   | Copa de la Reina | Competiciones europeas | Competiciones europeas |
| --------- | ----- | ---------------- | ---- | ----- | ---------------------------------------------- | ---------------- | ---------------------- | ---------------------- |
| 1980–81   | 2     | 2ª División      | ?    | ?     |                                                |                  |                        |                        |
| 1981–82   | 2     | 2ª División      | ?    | ?     |                                                |                  |                        |                        |
| 1982–83   | 2     | 2ª División      | ?    | ?     | Ascenso                                        |                  |                        |                        |
| 1983–84   | 1     | Primera División | 10º  | 8–14  | —                                              | Octavos de final |                        |                        |
| 1984–85   | 1     | Primera División | 6º   | 2–8   | 4º Grupo A-1 (3–7) Semifinales de playoff      | Cuartos de final |                        |                        |
| 1985–86   | 1     | Primera División | 3º   | 6–4   | 4º Grupo A-1 (3–7) Semifinales de playoff      |                  |                        |                        |
| 1986–87   | 1     | Primera División | 2º   | 7–3   | 4º Grupo A-1 (5–5) Cuartos de final de playoff | Semifinalistas   |                        |                        |
| 1987–88   | 1     | Primera División | 2º   | 6–4   | 3º Grupo A-1 (7–3) Semifinales de playoff      |                  |                        |                        |
| 1988–89   | 1     | Primera División | 8º   | 14–14 | —                                              |                  |                        |                        |
| 1989–90   | 1     | Primera División | 7º   | 12–16 | —                                              |                  |                        |                        |
| 1990–91   | 1     | Primera División | 7º   | 8–4   | 3º Grupo 3 (9–5)                               | Semifinalistas   |                        |                        |
| 1991–92   | 1     | Primera División | 2º   | 8–4   | 1º Grupo 3                                     |                  |                        |                        |
| 1992–93   | 1     | Primera División | 7º   | 16–14 | —                                              |                  |                        |                        |
| 1993–94   | 1     | Primera División | 2º   | 17–7  | —                                              | Semifinalistas   |                        |                        |
| 1994–95   | 1     | Primera División | 2º   | 23–1  | —                                              | Subcampeonas     |                        |                        |
| 1995–96   | 1     | Liga Femenina    | 3º   | 14–8  | Semifinales                                    | Semifinalistas   |                        |                        |
| 1996–97   | 1     | Liga Femenina    | 4º   | 14–8  | Semifinales                                    | Cuartos de final | 2 Copa Ronchetti       | R32                    |
| 1997–98   | 1     | Liga Femenina    | 4º   | 14–8  | Semifinales                                    | Subcampeonas     | 2 Copa Ronchetti       | R16                    |
| 1998–99   | 1     | Liga Femenina    | 2º   | 22–4  | Semifinales                                    | Campeonas        | 2 Copa Ronchetti       | C                      |
| 1990–00   | 1     | Liga Femenina    | 1º   | 23–3  | Subcampeonas                                   | Campeonas (2º)   | 2 Copa Ronchetti       | RU                     |
| 2000–01   | 1     | Liga Femenina    | 5º   | 18–8  | Cuartos de final                               | Semifinalistas   | 2 Copa Ronchetti       | QF                     |
| 2001–02   | 1     | Liga Femenina    | 5º   | 18–8  | Cuartos de final                               | Semifinalistas   | 2 Copa Ronchetti       | FG                     |
| 2002–03   | 1     | Liga Femenina    | 4º   | 20–6  | Semifinales                                    | Semifinalistas   | 2 Eurocup              | RU                     |
| 2003–04   | 1     | Liga Femenina    | 9º   | 12–14 |                                                | Semifinalistas   | 2 Eurocup              | FG                     |
| 2004–05   | 1     | Liga Femenina    | 6º   | 14–12 | Cuartos de final                               | Cuartos de final | 2 Eurocup              | POC                    |
| 2005–06   | 1     | Liga Femenina    | 7º   | 12–14 | Cuartos de final                               | Cuartos de final | 2 Eurocup              | R32                    |
| 2006–07   | 1     | Liga Femenina    | 8º   | 13–13 | Cuartos de final                               |                  | 2 Eurocup              | R32                    |
| 2007–08   | 1     | Liga Femenina    | 10º  | 10–16 |                                                |                  | 2 Eurocup              | R32                    |
| 2008–09   | 1     | Liga Femenina    | 11º  | 7–19  |                                                |                  | 2 Eurocup              | FG                     |
| 2009–10   | 1     | Liga Femenina    | 8º   | 12–14 |                                                |                  | 2 Eurocup              | R8                     |
| 2010–11   | 1     | Liga Femenina    | 9º   | 10–16 |                                                |                  | 2 Eurocup              | QF                     |
| 2011–12   | 1     | Liga Femenina    | 6º   | 13–13 |                                                |                  | 2 Eurocup              | QF                     |
| 2012–13   | 1     | Liga Femenina    | 7º   | 8–12  |                                                |                  |                        |                        |
| 2013–14   | 1     | Liga Femenina    | 3º   | 13–9  | Semifinales                                    | Semifinalistas   |                        |                        |
| 2014–15   | 1     | Liga Femenina    | 10º  | 9–17  |                                                |                  |                        |                        |
| 2015–16   | 1     | Liga Femenina    | 13º  | 9–17  |                                                |                  |                        |                        |
| 2016–17   | 1     | Liga Femenina    | 14º  | 5–21  | Descenso                                       |                  |                        |                        |
| 2017–18   | 2     | Liga Femenina 2  | 2º   | 23–3  | Final por el ascenso                           |                  |                        |                        |
| 2018–19   | 2     | Liga Femenina 2  | 9º   | 13–13 |                                                |                  |                        |                        |
| 2019–20   | 2     | Liga Femenina 2  | 3º   | 16–4  | Ascenso                                        |                  |                        |                        |
| 2020–21   | 1     | Liga Femenina    | 8º   | 13–17 | Cuartos de final                               |                  |                        |                        |
| 2021–22   | 1     | Liga Femenina    | 9º   | 12–18 |                                                |                  |                        |                        |
| 2022–23   | 1     | Liga Femenina    | 13º  | 12–18 |                                                |                  |                        |                        |
| 2023–24   | 1     | Liga Femenina    | 15º  | 10–20 |                                                |                  |                        |                        |
| 2024–25   | 1     | Liga Femenina    | 10º  | 12–18 |                                                | Cuartos de final |                        |                        |

## Palmarés

### Títulos internacionales
- Copa de Europa Liliana Ronchetti (1): 1998-99
  - subcampeonato de la Copa Ronchetti (1): 1999-00

- Copa de Europa FIBA Cup:
  - subcampeonato de la Copa de Europa FIBA Cup (1): 2002-03

### Títulos nacionales
- Liga Femenina de Baloncesto: 
  - subcampeonato de la Liga Femenina de Baloncesto (3): 1993-94, 1994-95, 1999-00

- Copa de la Reina (2): 1998-99, 1999-00
  - subcampeonato de la Copa de la Reina (2): 1994-95, 1997-98

Categorías base
Posee 50 títulos de Campeonas de España: 11 en la categoría Infantil, 17 en la Cadete, 6 en la Juvenil (categoría ya desaparecida) y 15 en la Júnior.
Además, en los años 2010, 2011 y 2012 conquistó el Triplete al ganar los tres Campeonatos de España en juego.
- Minicopa de la Reina (1): 2023[12]
  - subcampeonato de la Minicopa de la Reina (2): 2024, 2025

Distinciones
- Premio Canarias de los deportes (1): 2000
- Trofeo al Mejor Club (4): 1992, 1995, 1998, 1999
- Trofeo a la mejor Gesta Deportiva Femenina (6): 1998, 1999, 2000, 2001, 2002, 2003
- Roque Nublo de Plata (1): 1999
- Medalla de Plata al Mérito Deportivo de la Ciudad de Las Palmas de Gran Canaria (1): 1999
- Galardón El Plátano Canario (2): 1999, 2000
- Premio Labor a Favor de la Mujer (1): 2000
- Medalla de Oro de La Fundación Islas Canarias (1): 2000
- Placa por la organización de la Fase Final de la 39ª Copa de Su Majestad La Reina (1): 2001
- Gran Cruz de la Orden Islas Canarias (1): 2002
- Medalla de Oro de la Federación Canaria de Baloncesto (1): 2008